# Jean-Pierre Ador
 (août 2023).
 Jean-Pierre Ador  était un orfèvre suisse du XVIIIe siècle.

## Biographie
Ador travailla d’abord à Londres, puis à partir de 1750 à Genève. En 1759, il partit ensuite s’installer à Saint-Pétersbourg pour plus de 10 ans ou il monta un atelier au service de la cour imperiale russe.